# Bonaberiana
Bonaberiana is een geslacht van vlinders van de familie spinneruilen (Erebidae), uit de onderfamilie Calpinae.

## Soorten
- B. crassisquama Strand, 1915
- B. cyanescens Hampson, 1926
- B. picta Hampson, 1926